# Antonio Parras
Juan Antonio Parras Monlat, que firmaba simplemente como Antonio Parras, (Barcelona, 2 de febrero de 1929 - París, 2 de junio de 2010) fue un dibujante de historietas de origen español que trabajó sobre todo para el mercado francés.

## Biografía
En Barcelona, trabajó en sitios tan variados como laboratorios o imprentas, antes de dibujar en 1948 sus primeras historietas para revistas como El Globo y KKO con guiones de Joaquín de Haro, así como Editorial Bruguera, donde ilustró, por ejemplo, la serie Robert King en "Super Pulgarcito".
Tras instalarse en Francia en 1955, aportó ilustraciones a revistas como Line, Sonia, Bonjour bonheur o Ici-Paris y realizó historietas didácticas con Jean-Michel Charlier para Le Journal de Spirou (Les Belles Histoires de l'oncle Paul) y Pistolin (les Grands noms de l’histoire de France).
En 1960 entró en la plantilla de Pilote, donde adapta relatos clásicos como Ivanhoé (1960) y crea la serie Ian Mac Donald con Guy Vidal. Aparte de ella, publica en Tintin (Chinatown, 1975).
Con el guionista Víctor Mora realizó Les Inoxydables (Los inoxidables), su primera gran serie, que fue publicada en el seno de Charlie Mensuel de Dargaud desde 1982 y se ambienta en el Chicago de los años 20. 
También trabajó con Patrick Cothias (Le Lièvre de Mars), con Serge Le Tendre y Rodolphe (La Dernière lune) y con Érik Juszezak en el thriller steampunk Le Méridien des brumes.

## Álbumes
- 1950 La Dama del Antifaz (De Haro)
- 1950 El Duende (De Haro)[2]
- 1981 Tu n'es pas le Bon Dieu petit Chinois (guion de Guy Vidal, Ed. Dargaud
- Les grands capitaines (guion de Sanitas, Ed. Dargaud)
  - 1982 3. Lénine en octobre
  - 1984 9. De Valera – Les Pâques sanglantes
- Les Inoxydables (guion de Mora, Ed. Dargaud)
  1. 1984 Les Inoxydables
  2. 1985 Chang-Haï luxury
  3. 1986 La croisière des filles perdues
  4. 1988 Le soutien-gorge bleu
  5. 1989 Rio, diamants, vaudou
- 1993 La dernière lune (guion de Serge Le Tendre y Rodolphe, Ed. Du Lombard,
- Le Lièvre de Mars (guion de Patrick Cothias, Ed. Glénat)
  1. 1993
  2. 1994
  3. 1995
  4. 1996
  5. 1997
  6. 1998
  7. 2000
- Le Méridien des brumes (El meridiano de la bruma, guion de Erik Juszezak, Ed. Dargaud)
  1. 2003 Aubes pourpres (Amaneceres púrpuras,
  2. 2007 Saba (Saba,